# Francisco Sarabia, La Independencia
Francisco Sarabia är en ort i Mexiko.   Den ligger i kommunen La Independencia och delstaten Chiapas, i den sydöstra delen av landet, 800 km öster om huvudstaden Mexico City. Francisco Sarabia ligger 1 510 meter över havet och antalet invånare är 1 499.
Terrängen runt Francisco Sarabia är en högslätt. Runt Francisco Sarabia är det ganska glesbefolkat, med 43 invånare per kvadratkilometer. Närmaste större samhälle är Las Margaritas, 7,5 km norr om Francisco Sarabia. I omgivningarna runt Francisco Sarabia växer huvudsakligen savannskog.